# Muzoo
MUZOO est une institution suisse située à La Chaux-de-Fonds dans le canton de Neuchâtel. Elle rassemble sur le site historique du Bois du Petit-Château un parc zoologique et un musée d'histoire naturelle.

## Historique

### Parc zoologique
En 1889, la Société d'embellissement de La Chaux-de-Fonds achète le terrain du Bois du Petit-Château à la Société de tir les Armes-Réunies au-dessus de la limite nord de la ville. L'aménagement en parc public est confiée au jardinier-paysagiste Charles Mattern qui se chargera de l'étude et de l'exécution du projet. Le parc reçoit immédiatement un accueil enthousiaste de la part de la presse locale.
La commune reçoit en 1891 le parc par acte de donation; c'est elle qui doit désormais en assurer l'entretien. Des aménagements sont rapidement entrepris afin d'y accueillir des animaux, le transformant progressivement en parc animalier. Le cheptel s'enrichit au fur et à mesure pour atteindre en 1940 une centaine d'animaux dont des oiseaux, des animaux de basse-cour et quelques chevreuils.
Dans l'intention d'agrandir le parc, un déménagement au parc Gallet est étudié en 1946 mais faute de financement, le projet est abandonné. Le périmètre du parc va toutefois s'étendre successivement dès 1947 grâce à la donation et à l'achats de parcelles au fil des années, permettant entre autres la construction de bassins et d'une place de jeux ou la création d'enclos et d'espaces d'interventions. La société d'embellissement est dissoute en 1952 au profit d'une commission d'embellissement et d'entretien du Bois du Petit-Château.
Avec près de 600 animaux en 1974, le parc animalier devient un parc zoologique professionnel ayant pour objectif de présenter aux visiteurs des animaux de la faune régionale présente ou disparue. Dès 1983, des plaquettes explicatives sont installées sur les clôtures de tous les enclos.
Fondé comme institution privée en 1969, le vivarium devient communal en 1971 avant d'être finalement intégré sur le site du Bois du Petit-Château en 1988-1989. Cinq pavillons accueillant quelques 50 espèces différentes permettent aux visiteurs d'admirer de manière didactique des animaux provenant des 5 continents. Fermé en Mars 2020, le vivarium a rejoint le parcours de visite du musée fin 2022.

### Musée d'histoire naturelle
Le pharmacien-géologue Célestin Nicolet lance l'idée de regrouper en un même lieu à La Chaux-de-Fonds diverses collections et documents concernant l'histoire locale, les beaux-arts et les sciences naturelles. Une première ébauche de musée est constituée en 1845 sous l'égide de la Chambre d'éducation dans une salle du Vieux-Collège, l'actuel collège des Marronniers (rue du Collège 6). Célestin Nicolet en est le premier conservateur,.
Le musée déménage une première fois ses collections en 1870 dans les locaux du Juventuti (rue du Collège 9) afin de céder sa place à l'école. Les collections sont transférées une deuxième fois en 1876 dans trois salles du Collège Industriel, aujourd'hui occupé par la Bibliothèque de la Ville. Les différentes sections du petit musée régional grandissant, il sera décidé d'éclater les collections selon leur nature. Un véritable musée d'histoire naturelle est donc créé vers 1880 et un premier crédit communal lui est alloué. Toujours rattaché à l'école, le musée va rapidement déborder du cadre scolaire sous l'impulsion de son nouveau conservateur Edouard Stébler.
Ce sont les expéditions du Dr Albert Monard,, conservateur du musée de 1920 à 1952, en Angola, en Guinée portugaise et au Cameroun notamment, qui vont permettre d'enrichir considérablement les collections. Un classement plus "scientifique" est également entrepris afin d'identifier le matériel rapporté, dont de nombreuses espèces nouvelles. Cependant, un manque de place chronique et de mauvaises conditions de stockage oblige la commune à trouver de nouveaux locaux de toute urgence. Un vaste local est alors loué par la Direction des PTT au deuxième étage de la Poste principale. En 1930, le musée cesse d'être scolaire pour devenir public.
Au départ d'Albert Monard en 1952, le musée va connaître une période tourmentée durant laquelle il sera difficile de trouver un successeur. À cela se rajoute la résiliation du bail par la Direction des PTT en 1957 qui a besoin d'espace au vu de l'extension du réseau téléphonique. Le musée déménage une nouvelle fois; il change d'aile dans le bâtiment de la Poste. Après 3 ans de vastes travaux d'aménagements et de modernisation, le musée peut rouvrir ses portes le 25 mars 1964 avec la présentation de vitrines et de 52 dioramas. Sous la direction du conservateur Willy Lanz, le peintre Claude Loewer fut également chargé de décorer d'une grande fresque l'un des murs du musée. En 1974, une nouvelle salle d'exposition est inaugurée dans les combles.

### Institutions zoologiques
En 1998, le zoo, le vivarium et le musée d'histoire naturelle (MHNC) sont regroupés au sein des Institutions zoologiques (IZ). La commission d'embellissement et d'entretien du Bois du Petit-Château est dissoute par la même occasion. Le Conseil communal propose en 2001 au conservateur du MHNC la possibilité de déplacer le musée à l'Ancien-Stand. De 2004 à 2016, différentes ébauches du projet nommé Naturama ou du projet zoo-musée impliquant le transfert du musée à l'Ancien-Stand sont étudiées, mais ne voient cependant pas le jour en raison d'un contexte économique peu favorable.
En 2017, un nouveau projet du nom de IZOO18 visant à rénover l'Ancien-Stand pour y implanter le musée est élaboré. Le 27 novembre 2018, le Conseil communal accepte à l'unanimité la demande de crédit de quelque 5.7 millions pour la rénovation de l’Ancien-Stand et l’implantation du Musée d’histoire naturelle dans ce bâtiment.
Plus qu'une union, le projet prévoit également la création d'un véritable centre d'accueil pour les visiteurs comprenant une cafétéria et une boutique, renforçant ainsi l'attractivité du site et l'offre touristique de la ville.
Les travaux de rénovation débutent en 2020 et la nouvelle identité du lieu, désormais appelé MUZOO, est dévoilée en 2021. Le site est inauguré les 17 et 18 décembre 2022,.

## Collections

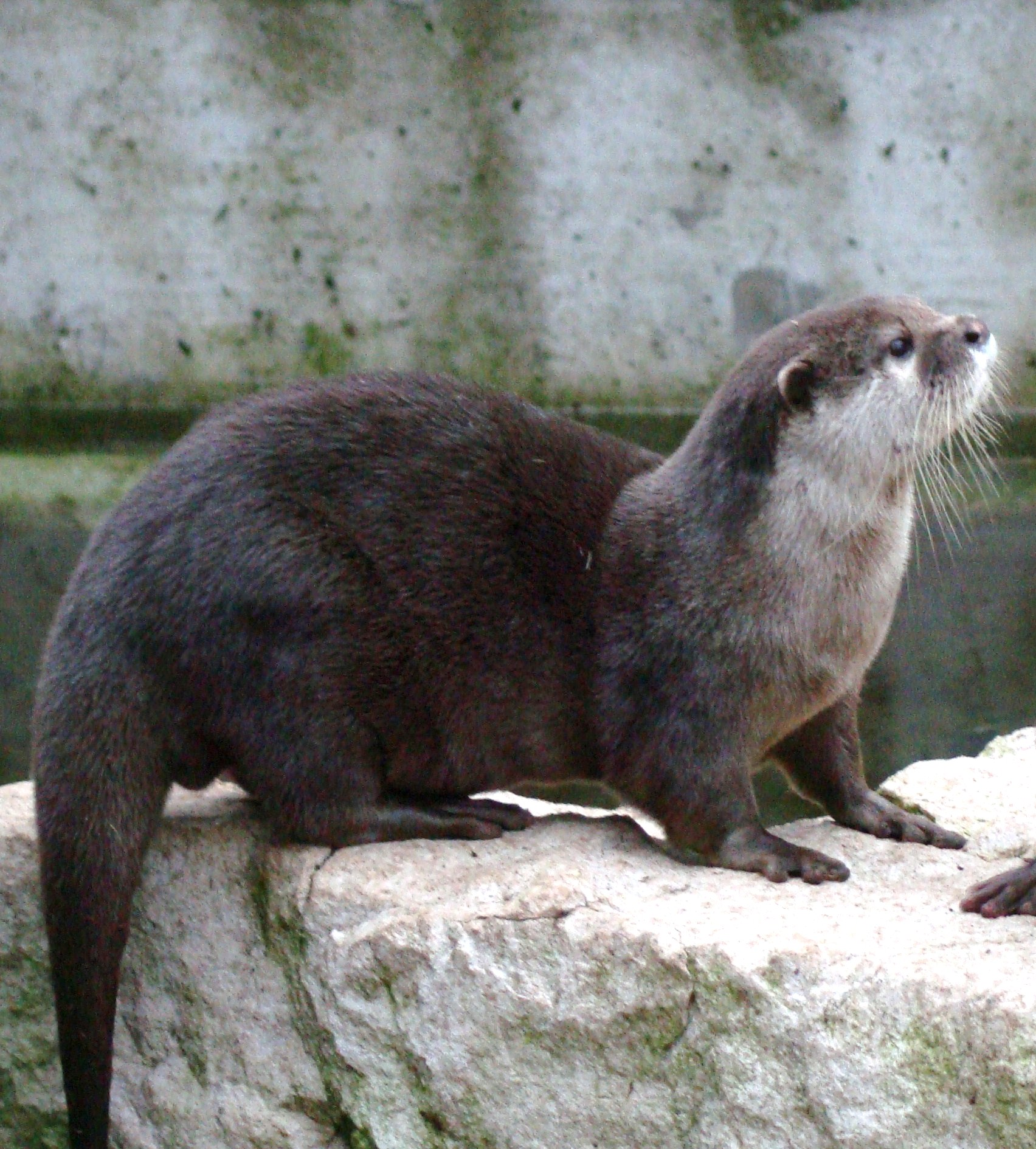
Loutre cendrée

### Animaux vivants
MUZOO recense environ 423 animaux vivants de 96 espèces différentes au sein de leur site.
Le zoo comporte 278 animaux dont 89 mammifères et 189 oiseaux de 29 espèces différentes, du canard au grand tétras, chouettes hulottes, hibou grand-duc et poules.
Le parc abrite un espace pour les loutres et les lynx. Il est possible par exemple d'y apercevoir des rennes, des ratons laveurs, des cerfs, des bouquetins ou encore des sangliers,.
Dans un cadre composé de terrariums reconstituant les espaces naturels des espèces, nous pouvons trouver au vivarium des serpents, des caméléons, des lézards, des axolotls, des boas, des vipères ou encore des cobras.
Données au 31 décembre 2023.
|             | NB espèces | NB individus |
| ----------- | ---------- | ------------ |
| Amphibiens  | 10         | 27           |
| Invertébrés | 1          | 1            |
| Mammifères  | 17         | 89           |
| Oiseaux     | 29         | 189          |
| Poissons    | 2          | 30           |
| Reptiles    | 37         | 87           |
| Total       | 96         | 423          |

### Collections scientifiques
MUZOO indique sur leur site internet que La collection du musée comporte plus de 100'000 spécimens et objets, dont 1061 spécimens types. Une collection éducative principalement composée de faune locale est également disponible pour des écoles ou des ateliers. Les nouvelles acquisitions se font à la mort d'un animal du zoo ou en cas de donation.
Seuls 280 spécimens et 13 objets sont exposés dans l'exposition de référence.
| Type de collection                  | Quantité |
| ----------------------------------- | --- |
| Mammifères                          | 2650 spécimens, en tout ou en partie, sous forme de squelette, naturalisés ou en alcool                            |
| Oiseaux                             | 4900 spécimens, sous forme de peaux, squelettes, fragments ou naturalisés                                          |
| Reptiles                            | 1100 spécimens |
| Amphibiens                          | 900 spécimens |
| Poissons                            | 210 spécimens |
| Insectes et autres invertébrés      | Plusieurs dizaines de milliers d’invertébrés, dont environ 66’000 insectes                                         |
| Géologie et minéralogie             | Plusieurs centaines de micromounts et autres minéraux                                                              |
| Paléontologie                       | Flore et faune du Paléozoïque, faune liasique de différentes régions d’Europe                                      |
| Beaux-arts - Fond d'art naturaliste | Paul Barruel, Robert Hainard, Walter Linsenmaier, Charles-Edouard Gogler, Georges Roessinger, Louis et Marie Favre |

## Missions
MUZOO indique sur son site qu'il s'engage à suivre les missions de l'Association européenne des zoos et aquariums (EAZA), qui a pour rôle d'encourager la coopération entre les parcs européens, pour favoriser les échanges et la circulation d'informations visant à protéger la faune captive et sauvage.
Les missions sont les suivantes : le divertissement, la conservation d’espèces menacées, l'éducation à l'environnement et la recherche scientifique.
De manière plus générale, MUZOO vise à questionner la relation complexe entre les humains et leur environnement en offrant la possibilité d'expérimenter un contact direct avec d'autres créatures, qu'elles soient naturalisées ou vivantes.
Lors de la remise du Meyvaert Museum Prize for Environnmental Sustainibility de l'EMYA 2025 à MUZOO, l'institution a rappelé sa volonté de mettre la biodiversité au devant de la scène et de reconnecter nos communautés à la nature et au vivant.

### Station de soins
La station de soins de MUZOO est le seul centre agréé du Canton de Neuchâtel pour soigner les animaux sauvages. Elle est soutenue financièrement par le Service de la Faune des Forêts et de la Nature, par la Protection suisse des animaux ainsi que par l'apport de dons.
Chaque année, la station de soin accueille plus de 700 animaux, dont environ la moitié sont relâchés dans la nature,.

## Expositions

### Exposition de référence
L'exposition Plan B, ouverte au public en décembre 2022, traite de la thématique de la sixième extinction. Cette exposition a pour objectif de sensibiliser les visiteurs à l'importance de la préservation des écosystèmes et des espèces. Diverses installations interactives et informatives, permettent de découvrir les mesures prises et celles qui peuvent être prises pour enrayer la perte de biodiversité et lutter contre le changement climatique. Plan B adopte une approche proactive pour prévenir l'éco-anxiété, en mettant l'accent sur les solutions et les actions concrètes pour protéger l'environnement.

### Expositions temporaires
| Expositions temporaires à MUZOO | Expositions temporaires à MUZOO |
| ------------------------------- | ------------------------------- |
| 2023                            | La Grande Migration             |
| 2024                            | Les Oiseaux des Prairies        |
| 2025                            | Plumes, Poils, Paul             |

## Extérieurs
MUZOO est investi dans la promotion de la biodiversité en ville de La Chaux-de-Fonds avec l'installation de nichoirs à martinets, de nichoirs à chauves-souris ou encore d'hôtels à insectes,.
Le toit du bâtiment est également garni de panneaux solaires et l'eau de pluie est récoltée pour alimenter les sanitaires publics.
Des infrastructures pour les enfants et les pique-niques sont également existantes, à savoir une place de jeux, une pataugeoire et des emplacements de pique-niques.
Le parvis de l'entrée de MUZOO, réaménagé à l'occasion de l'ouverture du lieu, a été renommé "Replat du dahu" et accueille une statue faisant référence à l'animal mythologique réalisée par le collectif Chaux-de-Fonnier Plonk & Replonk.

## Partenaires

### Associations satellites
MUZOO est le point d'attache de diverses associations régionales créées par le musée d'histoire naturelle (MHNC) qui bénéficient d'un soutien administratif et de la mise à disposition de locaux. On compte parmi elles l'association Chiroptera et le Groupe Rougequeue à front blanc,.
En outre, MUZOO héberge PhycoEco, un bureau d'études et d'analyses consacrées aux algues continentales. Il entretient aussi un partenariat avec le Parc Naturel Régional du Doubs qui présente ses activités sur le site de MUZOO.
De même l'association du CENAMONE,(CErcle NAturaliste des MOntagnes NEuchâteloises) est un organe fédérant plusieurs groupes de naturalistes professionnels et/ou amateurs de la région. Créé en 1988, par Marcel S. Jacquat, sous le nom de COMONE (Cercle Ornithologique des MOntagnes NEuchâteloises), il est renommé en 2018 pour mieux correspondre à l’élargissement de ses activités.

### Editions de la Girafe
Les Éditions de la Girafe (EdGir) sont une association à but non lucratif fondée en 2003 à La Chaux-de-Fonds. Elles ont pour mission de soutenir le Musée d’histoire naturelle de La Chaux-de-Fonds et ses partenaires dans leurs projets éditoriaux, en se concentrant sur les sciences naturelles, l'histoire des sciences et l'histoire régionale. L'association est gérée bénévolement et finance ses projets grâce à des appels de fonds publics et privés, réinvestissant tous les bénéfices dans de nouveaux projets éditoriaux.

### Laboratoire international de dahutologie
Depuis son exposition sur le dahu (Dahutus montanus) en 1995, le musée d'histoire naturelle devient un véritable laboratoire international de dahutologie. Plusieurs articles et livres sont également publiés aux Éditions de la Girafe. MUZOO est le dépositaire de quelques rares spécimens de dahu empaillé.

## Economie et gestion
MUZOO est une institution à but non-lucratif gérée par la Ville de La Chaux-de-Fonds. Le budget opérationnel est fourni par la ville et régulièrement complété par des subventions et des donations.
En 2023, la fréquentation du parc s'est élevée à 137'000 visiteurs et celle du musée et du vivarium à 56'000 visiteurs.

## Distinctions
En 2023, MUZOO reçoit le Prix Expo 2023 de l'Académie suisse des sciences naturelles (SCNAT) pour l'exposition de référence Plan B.
En 2025, MUZOO figure dans les 42 finalistes du European Museum of the Year Awards, organisé par le European Museum Forum (en). Le 24 mai, l'institution reçoit le prix Meyvaert du musée pour la soutenabilité environnementale’ ’ ’ ’ .